# رهدن (نیدرزاکسن)
رهدن (به آلمانی: Rheden) یک منطقهٔ مسکونی در آلمان است که در Gronau واقع شده‌است. رهدن ۱٬۰۱۵ نفر جمعیت دارد.